# Сільвія Рамон-Кортес
Сільвія Рамон-Кортес (ісп. Silvia Ramón-Cortés; нар. 9 серпня 1972) — колишня іспанська тенісистка.
Найвищу одиночну позицію світового рейтингу — 125 місце досягла 19 червня 1995, парну — 147 місце — 1 травня 1995 року.
Здобула 3 одиночні та 3 парні титули туру ITF.

## Фінали ITF

### Одиночний розряд: 3 (3–0)
| Легенда         |
| --------------- |
| Турніри $50,000 |
| Турніри $25,000 |
| Турніри $10,000 |

| Результат | Ранг | Дата             | Турнір                  | Покриття | Суперниця            | Рахунок  |
| --------- | ---- | ---------------- | ----------------------- | -------- | -------------------- | -------- |
| Перемога  | 1.   | 23 липня 1990    | ITF Ла-Корунья, Іспанія | Ґрунт    | Стефані Роттьєр      | 7–5, 6–3 |
| Перемога  | 2.   | 5 листопада 1990 | ITF Льєйда, Іспанія     | Тверде   | Пілар Перес          | 6–3, 6–4 |
| Перемога  | 3.   | 11 липня 1994    | ITF Віго, Іспанія       | Тверде   | Ноелія Перес Пеньяте | 6–3, 6–1 |

### Парний розряд: 10 (3–7)
| Результат | Ранг | Дата              | Турнір                     | Покриття | Партнерка               | Суперниці                             | Рахунок       |
| --------- | ---- | ----------------- | -------------------------- | -------- | ----------------------- | ------------------------------------- | ------------- |
| Поразка   | 1.   | 16 квітня 1990    | ITF Марса, Мальта          | Ґрунт    | Ева Бес                 | Вікторія Мильвидська Anna Mirza       | 2–6, 6–7      |
| Поразка   | 2.   | 5 листопада 1990  | ITF Льєйда, Іспанія        | Тверде   | Ана Ларракоечеа         | Ева Бес Вірхінія Руано Паскуаль       | 2–6, 6–1, 5–7 |
| Перемога  | 3.   | 18 березня 1991   | ITF Аліканте, Іспанія      | Ґрунт    | Роса Б'єльса            | Ева Бес Вірхінія Руано Паскуаль       | 6–3, 0–6, 7–5 |
| Перемога  | 4.   | 25 листопада 1991 | ITF Порту-Алегрі, Бразилія | Ґрунт    | Сібій Ніокс-Шато        | Лусіана Корсато-Овсянка Андреа Віейра | 6–4, 6–3      |
| Поразка   | 5.   | 15 березня 1993   | ITF Сарагоса, Іспанія      | Тверде   | Гала Леон Гарсія        | Домініка Горецька Ленка Немечкова     | 4–6, 1–6      |
| Поразка   | 6.   | 19 липня 1993     | ITF Більбао, Іспанія       | Ґрунт    | Інмакулада Варас        | Марія Фернанда Ланда Софія Празеріс   | 4–6, 4–6      |
| Перемога  | 7.   | 23 травня 1994    | ITF Барселона, Іспанія     | Ґрунт    | Ева Бес                 | Майке Каутстал Кіррілі Шарп           | 6–1, 6–3      |
| Поразка   | 8.   | 13 червня 1994    | ITF Сецце, Італія          | Ґрунт    | Лаура Монтальво         | Лаура Гарроне Ріта Гранде             | 4–6, 4–6      |
| Поразка   | 9.   | 1 серпня 1994     | ITF Мюнхен, Німеччина      | Ґрунт    | Крістіна Торренс-Валеро | Карін Баккум Гелена Вілдова           | 6–7, 0–6      |
| Поразка   | 10.  | 12 червня 1995    | ITF Барселона, Іспанія     | Ґрунт    | Лаура Монтальво         | Патрісія Азнар Ева Бес                | 3–6, 6–2, 4–6 |